# 1867

Europa l'any 1867. Potències en lletra majúscula.

## Esdeveniments
Països Catalans
- 15 d'agost - Barcelona: Gabriel Baldrich i Palau intenta un aixecament contra Isabel II d'Espanya.
- 3 d'octubre - Barcelona: s'hi inaugura el Teatre Romea amb la representació de La rosa blanca, de Serafí Pitarra.

Resta del món
- Circàssia i Imperi Rus: fi del genocidi circassià, de la poblàcia de 1,5 milions de circassians, només 10 per cent van sobreviure a Rússia o com a refugiats
- 29 d'agost - Múnic El jurista i llatinista Karl Heinrich Ulrichs (1825-1895) fa la seva sortida de l'armari davant 500 juristes.
- 28 de setembre - Toronto (Ontario, el Canadà): aquesta ciutat esdevé la capital del país.
- El Territori de Wyoming es va convertir en el primer estat dels EUA on es va instaurar el «sufragi igual»[1] (sense diferències de gènere) encara que no el sufragi universal (no podien votar homes ni dones de pell negra).

## Naixements
Països Catalans
- 17 de gener - Tordera: Prudenci Bertrana i Comte, escriptor modernista.
- 29 de gener - València: Vicent Blasco Ibáñez, escriptor, periodista i polític valencià (m. 1928).
- 19 de març - València: Juan Zapater, pintor i il·lustrador valencià (m. 1922).
- 18 d'abril - el Masnou: Lluís Millet i Pagès, fundador de l'Orfeó Català.[2]
- 2 de maig - Sabadell: Manuel Folguera i Duran, polític i enginyer català (m. 1951).[3]
- 6 de juny - Vic: Mercè Font i Codina, poetessa vigatana de la Renaixença (m. 1900).[4]
- 24 de juliol - Barcelona: Consuelo Álvarez Pool, Violeta, periodista, telegrafista, escriptora, sufragista i feminista espanyola (m. 1959).[5]
- 27 de juliol - Lleida: Enric Granados i Campiña, compositor i pianista català.[6]
- 13 d'agost - Barcelona: Dolors Delhom, primera actriu catalana de finals del segle xix (m. 1912).
- 17 d'octubre - Mataró: Josep Puig i Cadafalch, arquitecte modernista català.
- Vic, Osona: Marià Serra i Esturí, periodista i canonge de la Catedral de Vic (m. 1931).

Resta del món
- 1 de gener, Plymouth Hoeː Mary Acworth Evershed, astrònoma i acadèmica britànica, especialista en Dante (m. 1949).[7]
- 8 de gener: Emily Greene Balch, sindicalista nord-americana, escriptora i pacifista, Premi Nobel de la Pau (m. 1961).[8]
- 18 de gener, Metapa, actualment Ciudad Darío, Matagalpa, Nicaragua: Rubén Darío, poeta, periodista i diplomàtic nicaragüenc (m. 1916).
- 20 de gener, París: Yvette Guilbert, cantant, actriu, model pictòrica francesa (m.1944).[9]

- 10 de març, Lió, França: Hector Guimard, arquitecte i decorador, principal de l'Art Nouveau a França (m. 1942).[10]
- 25 de març, Parma (Itàlia): Arturo Toscanini, director d'orquestra italià (m. 1957).[11]
- 6 d'abril, Danville, Quebec, Canadà: Kate Campbell Hurd-Mead, feminista pionera i metgessa especialista en obstetrícia (m. 1941).[12]
- 9 d'abril, Valparaíso, Xile: Chris Watson, primer ministre d'Austràlia (m. 1941).
- 17 d'abril, Madrid: María Guerrero, actriu espanyola.[13]
- 23 d'abril: Johannes Andreas Grib Fibiger, metge i professor universitari danès, Premi Nobel de Medicina o Fisiologia (m. 1928).[14]
- 27 d'abril, Bucarest: Sarmiza Bilcescu, advocada
- 7 de maig: Władysław Reymont, escriptor polonès, Premi Nobel de Literatura (m. 1925).[15]
- 17 de maig, París: Georgette Agutte, pintora fauvista, escultora i col·leccionista d'art francesa (m. 1922).[16]
- 27 de maig:
  - Gant (Bèlgica): Anna de Weert, pintora impressionista, assagista i prosista (m. 1950).[17]
  - Hanley, Staffordshire, (Anglaterra): Arnold Bennett, novel·lista, dramaturg, crític i assagista anglès (m. 1931).[18]
- 4 de juny: Carl Gustaf Emil Mannerheim, militar i president de Finlàndia (m. 1951).
- 8 de juny: Frank Lloyd Wright, arquitecte americà (m. 1959).[19]
- 9 de juny, Langton Green, Kent: Emma Turner, ornitòloga i fotògrafa d'ocells anglesa (m. 1940).
- 16 de juny, Tirano: Rosa Genoni, modista, dissenyadora de moda italiana (m. 1954).[20]
- 27 de juny, Burcheid: Ewald Straesser, compositor alemany.
- 28 de juny: Luigi Pirandello, escriptor italià, Premi Nobel de Literatura (m. 1936).[21]
- 8 de juliol, Königsberg: Käthe Kollwitz, pintora, gravadora i escultora expressionista alemanya (m. 1945).[22]
- 14 de juliol, Giessen: Ferdinand Küchler, violinista.
- 3 d'agost, Bewdley (Anglaterra): Stanley Baldwin, polític Conservador britànic, en tres ocasions Primer Ministre del Regne Unit (m. 1947).[23]
- 9 d'agost, Castell d'Inverlochy, Escòcia: Evelina Haverfield, sufragista britànica (m. 1920).[24]
- 12 d'agost, Dresden: Edith Hamilton, escriptora i hel·lenista nord-americana (m. 1963).[25]
- 14 d'agost, Kingston upon Thames, Anglaterra: John Galsworthy, novel·lista i dramaturg anglès, Premi Nobel de Literatura de 1932 (m. 1933).[26]
- 15 d'agost: Anathon Aall, acadèmic noruec.
- 5 de setembre, Nou Hampshire: Amy Beach, pianista i compositora estatunidenca (m. 1944).[27]
- 12 de setembre:
  - Carlos Eugenio Restrepo, president de Colòmbia (m. 1937).[28]
  - Castellammare di Stabia, Regne d'Itàlia: Alfredo Acton, militar i home d'estat italià.

- 11 de setembre, EUA: Ruthyn Turney, violinista.

- 24 de setembre, Vega Baja (Puerto Rico): Rafael Balseiro Dávila, pianista i compositor porto-riqueny.
- 2 d'octubre: Nilo Peçanha, president de Brasil (m. 1924).
- 3 d'octubre, Bewdley, Worcestershire, Anglaterra: Stanley Baldwin, polític anglès, Primer Ministre del Regne Unit (1923-1924) (m. 1947).[29]
- 16 d'octubre, Varsòvia: Kazimiera Bujwidowa, feminista polonesa, defensora del dret de les noies a estudiar (m. 1932).[30]
- 3 de novembre, Hardin, Iowa: William Wade Hinshaw, cantant i professor estatunidenc.
- 7 de novembre, Varsòvia, Polònia: Marie Curie, física i química francesa, premi Nobel de Física i de Química (m. 1934).[31]
- 23 de novembre, Haro: Lucrecia Arana, cantant espanyola (m. 1927).[32]
- 10 de desembre, Rodalquilar, Almería: Carmen de Burgos, escriptora, periodista i feminista espanyola (m. 1932).[33]
- 21 de desembre, Michigan: John Winter Thompson, músic.

- 22 de desembre, Opava, Imperi Austrohongarès: Joseph Maria Olbrich, arquitecte txec (m. 1908).

- Muhammad Farid Bey, polític egipci d'origen turc (m. 1919).
- Oxford: William Edwin Thomas, compositor.

## Necrològiques
Països Catalans
- 7 de gener - Barcelona: Antoni Casanovas i Bosch, empresari tèxtil i alcalde de Sabadell.

Resta del món
- 18 de maig: Clarkson Frederick Stanfield, pintor
- 19 de juny - Querétaro, Mèxic: Maximilià I de Mèxic, aristòcrata austrohongarès[34]
- 25 d'agost - Hampton Court (Surrey, Anglaterra): Michael Faraday, físic i químic anglès.
- 31 d'agost - París: Charles Baudelaire, poeta, crític i traductor francès (n. 1821).[35]
- 20 d'octubre - Malvern: Sarah Ann Glover, pedagoga musical anglesa inventora de la tècnica musical Tònic sol-fa (n.1786).[36]
- 4 de desembre - París: Sophie Rude, pintora francesa i model d'artista (n. 1797).[37]